# Gymnopilus robustus
Gymnopilus robustus là một loài nấm thuộc họ Cortinariaceae.